# Niels Geuking
Niels Geuking, né le 17 novembre 1992 à Coesfeld, est un homme politique allemand. Membre du Parti des familles d'Allemagne, il est député européen depuis 2024.

## Biographie
Niels Geuking est secrétaire du comité fédéral du Parti des familles d'Allemagne depuis 2016. Lors des élections européennes de 2019, il est candidat sur la liste de son parti à la deuxième place derrière son père Helmut Geuking, qui est seul élu. Après la démission de ce dernier, son fils Niels lui succède comme député européen le 5 février 2024.
Depuis les élections municipales en Rhénanie-du-Nord-Westphalie en 2020, Niels Geuking est membre du conseil municipal de Billerbeck et du conseil de l'arrondissement de Coesfeld.
Lors de la conférence de son parti le 1er avril 2023, Niels Geuking est de nouveau désigné comme candidat à la deuxième place, derrière son père, pour les élections européennes de 2024 où le parti obtient un seul siège pour Helmut Geuking. Celui-ci renonce à siéger et son fils entame un second mandat.